# Adrapsa tapinostola
Adrapsa tapinostola là một loài bướm đêm trong họ Noctuidae.